# Обрушение здания общежития в Кургане

Вид с юго-востока (со стороны Тобола).

Юго-западный торец здания.

Обрушение здания общежития в Кургане — крупная техногенная катастрофа в СССР. Произошла в ночь на 12 января 1983 года в общежитии на проспекте Конституции СССР города Кургана, Курганской области. По официальным данным, в результате обрушения погибло 13 человек (неофициально – до 50), 21 были госпитализированы с травмами различной тяжести.

## О катастрофе
Типовое пятиэтажное кирпичное здание семейного общежития было построено в 1973 году в посёлке Энергетиков города Кургана. Расположено по адресу: проспект Конституции СССР, 32, на левом берегу реки Тобол. В ночь на 12 января 1983 года часть здания обвалилась в русло реки, погребя под собой десятки человек.
Комиссия, расследовавшая трагедию, установила, что вдоль реки Тобол проходит крупная теплотрасса, которую прорвало. Причём случилось это достаточно давно, однако последствия прорыва никто не обнаружил и не устранял, а Курганская ТЭЦ, которой принадлежала теплотрасса, обнаружив падение давления в трассе, лишь увеличила его до нормы, ускорив таким образом размывание грунта. Склон, на котором стояло здание общежития, постепенно размывало кипятком. Образовавшаяся от большой утечки воды каверна начала размывать подвал и фундамент общежития, в результате чего часть здания, стоявшая ближе к реке и аварийной теплотрассе, обрушилась. Правый угол торца рухнул в кипяток. Жильцы "левого угла" в панике выскакивали в коридор, которого уже не было. Ошпаренные тела смывало сразу в Тобол, под лед, а там уносило течением.
Из объяснительной жильца дома № 32 машиниста котлов КТЦ-1 Курганской ТЭЦ Нефедова А.С.: 

До этого несчастного случая у нас в комнате постоянно пахло сыростью, было влажно, стены чернели, в туалете все время бежала вода. На улице вдоль асфальта тоже стояла вода, асфальт был всегда теплый. Напротив нашей комнаты была прачечная, там постоянно из кранов шла вода, которая уходила напрямую в подвал, было очень жарко. В коридоре из подвала постоянно шел пар. На жалобы жильцов никто не обращал внимания. 14.01.83 г.
Вот краткие выводы комиссии по расследованию. Площадка под строительство дома была сложена лёссовидными супесями и суглинками макропористой структуры, которые характеризуются как просадочные грунты I-го типа просадочности. Согласно справке главного специалиста Госстройинспекции Госстроя СССР Ю.В. Бейлезона подобные грунты необходимо обязательно предохранять от замачивания. В соответствии со СНиП П-Б-2-62Х в проекте должны были предусмотрены мероприятия по уменьшению просадочности грунтов путем его уплотнения тяжелыми трамбовками, в также обеспечения возможности контроля утечек воды из всех водонесущих сетей и трубопроводов.
Ничего из этого сделано не было. Мало того, при монтаже фундамента был осуществлен перекоп без указания его размеров. Перекоп завалили щебнем. Тем самым образовался своеобразный дренаж под фундаментными плитами. В просадочных грунтах подобные действия недопустимы. Дом построен на грунтах, болеющих водобоязнью. А вода в них поступала неиссякаемым потоком из теплотрассы, из других труб и трубочек (см. объяснительную тов. Нефедова А.С.). Трубы теплотрассы вопреки СНиПам и здравому смыслу были изготовлены из кипящей стали, а не из спокойной. Использование кипящей стали в тепловых сетях запрещено. Исполнительной документации и акта приемки теплотрассы в эксплуатацию не имелось.
Согласно Заключению специалистов МЖКХ РСФСР и коммунальных служб Курганского облисполкома «…выявить наличие утечки горячей воды из теплотрассы путем внешнего осмотра или осмотра ближайшей тепловой камеры, также не представлялось возможным, т.к. мертвые опоры (теплотрассы) были выполнены без дренажных окон и вытекаемая из трубопровода вода вынуждена была оставаться в лотках и просачиваться в грунт на этом участке…».
Заключение технической комиссии о непосредственной причине аварии:
«Основной причиной аварии (обрушения) явилось переувлажнение просадочных грунтов вследствие систематического длительного замачивания из системы теплоснабжения, а также из других водонесущих коммуникаций дома, приведших к повышению уровня грунтовых вод и образованию оползня. В результате замачивания грунтов произошло снижение их прочностных и деформационных характеристик по сравнению с определенными на период изысканий. … При обследовании теплосети обнаружен свищ, образовавшийся в результате коррозии стенок труб. Через этот свищ поступало в среднем от 5 до 7 кубических метров воды в час в теплофикационный канал… К моменту аварии образовалось повышенное давление обводненной грунтовой массы на береговой откос, что привело к обрушению берега и образованию оползня. Развитие оползня привело к обрушению здания и разрыва трубопроводов теплотрассы с выбросом около 700 кубометров горячей воды, что завершило вынос грунта, конструкций здания, отдельных вещей и тел погибших в русло реки…».
После катастрофы здание общежития было восстановлено, однако стало более коротким. Стены здания взяли в арматурные скобы и стяжки.

## Современное состояние дома
После того как УК «Жилищник» передала дом УК «Надежность», дом постепенно пришёл в аварийное состояние. По словам директора ООО УК «Надежность» Владимира Кириченко, сумма начислений от дома в месяц составляет 16 642 рубля. На содержание дома, вывоз мусора и заработную плату дворнику уходит 15 246 рублей. На текущий ремонт остается 1 тысяча 396 рублей. При этом долг дома в июне 2013 года составил 113 тысяч рублей.
Поздним вечером в субботу 26 марта 2016 года обрушилась кирпичная кладка вокруг окна квартиры № 50 на пятом этаже, а также часть карниза крыши. На место выехали сотрудники МЧС, полиция, городские власти, в том числе руководитель Администрации города Кургана Александр Поршань. Произошла эвакуация жильцов. Аварийная ситуация снята, были поставлены подпорки, чтобы убрать нагрузку на перекрытия. Был проведён визуальный осмотр дома и берега со стороны Тобола, а также подвала здания, который, по словам Александра Поршаня, сухой.
Административно-техническая инспекция города, обследовав здание, признала, что состояние наружных стен дома ограниченно работоспособное, а простенки участка стены главного фасада в пределах квартир №№ 49, 50, 51 на 5-м этаже и вовсе являются аварийными. Существует угроза дальнейшего обрушения кладки карниза и простенков в пределах указанных квартир. В июне 2016 года прокурор обратился с исковым заявлением в суд о возложении на администрацию Кургана обязанности выполнить ремонт кладки несущих простенков между оконными проемами квартир №№ 49, 50, 51, установить надоконные перемычки над оконными проемами квартир №№ 49, 50, восстановить кладку надоконной зоны и карниза, карнизного свеса кровли и кровельного покрытия в пределах квартир №№ 49, 50, 51. По результатам судебного разбирательства требования удовлетворены.
В марте 2017 года жители общежития говорят, что крыша у них по-прежнему течёт и находиться в квартирах невозможно, хотя дом отремонтировали после решения суда. В 67 квартирах дома проживает 86 человек.
По графику начало капремонта запланировано на 2020 год (проведение строительного контроля, ремонт крыши и фасада). Ремонт фундамента отнесён на 2030 год, а подвальных помещений — на 2040 год.